# Небно-венечна съгласна
Небно-венечните съгласни (също палато-алвеоларни консонанти) са група съгласни звукове, чието учленение става чрез доближаване или допиране на езика до задната страна на небцето.
Международната фонетична азбука отрежда следните символи за основните небно-венечни съгласни:
- Беззвучна задвенечна шипяща проходна съгласна: ʃ (звук)
- Звучна задвенечна шипяща проходна съгласна: ʒ (звук)

Често срещани са и техните преградно-проходни съответствия:
- Беззвучна задвенечна преградно-проходна съгласна: tʃ (звук)
- Звучна задвенечна преградно-проходна съгласна: dʒ (звук)